# Campionatul European de Cros din 2011
A 18-a ediție a Campionatului European de Cros s-a desfășurat pe 11 decembrie 2011 la Velenje, Slovenia. Au participat 476 de sportivi din 33 de țări.

## Rezultate

### Masculin

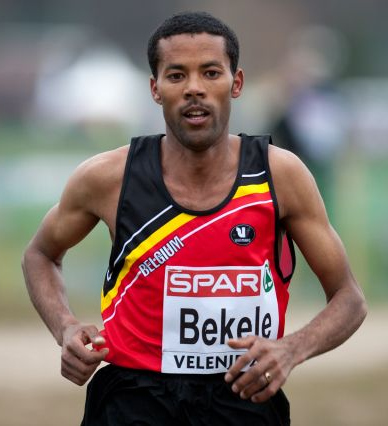
Atelaw Yeshetela

| Loc | Sportiv              | Timp  |
| --- | -------------------- | ----- |
|     | Atelaw Yeshetela     | 29:15 |
|     | Ayad Lamdassem       | 29:20 |
|     | José Rocha           | 29:21 |
| 4   | Hassan Chahdi        | 29:22 |
| 5   | Joseph Sweeney       | 29:23 |
| 6   | Javier Guerra        | 29:24 |
| 7   | Morhad Amdouni       | 29:26 |
| 8   | Khalid Choukoud      | 29:27 |
| 9   | Andy Vernon          | 29:39 |
| 10  | Morten Toft Munkholm | 29:42 |

| Loc | Țară                                                                                               | Puncte                  |
| --- | -------------------------------------------------------------------------------------------------- | ----------------------- |
|     | Franța Hassan Chahdi Mourad Amdouni Mokhtar Benhari Benjamin Malaty Denis Mayaud Abdellatif Meftah | 34 4 7 11 12 (19) (NT)  |
|     | Regatul Unit Andrew Vernon Ryan McLeodi James Walsh Mark Draper Andrew Baddeley Frank Tickner      | 59 9 13 15 22 (24) (36) |
|     | Spania Ayad Lamdassem Javier Guerra Ricardo Serrano Youssef Aakaou David Solis Javi Guerra         | 67 2 6 27 32 (35) (62)  |
| 4   | Italia Stefano La Rosa Gabriele De Nard Kaddour Slimani Yuri Floriani Ruggero Pertile              | 80 13 16 22 29 (43)     |
| 5   | Irlanda Joseph Sweeney Paul Pollock Andrew Ledwith Mark Hanrahan Gary Thornton                     | 112 4 25 34 49 (53)     |
| 6   | Portugalia Tiago Costa Ruy Teixeira Jesus Bruno Ricardo Ribas Pedro Miguel Ribeiro                 | 114 15 18 37 44 (46)    |

### Feminin

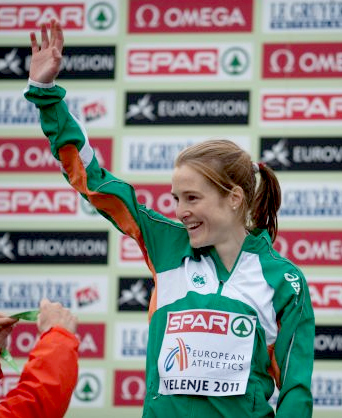
Fionnuala Britton

| Loc   | Sportivă          | Timp  |
| ----- | ----------------- | ----- |
|       | Fionnuala Britton | 25:55 |
|       | Ana Dulce Félix   | 26:02 |
|       | Gemma Steel       | 26:04 |
| 4     | Nadia Ejjafini    | 26:13 |
| 5     | Adriënne Herzog   | 26:34 |
| 6     | Sophie Duarte     | 26:36 |
| 7     | Roxana Bârcă      | 26:39 |
| 8     | Leonor Carneiro   | 26:39 |
| 9     | Simret Restle     | 26:40 |
| 10    | Valeria Straneo   | 26:42 |
| [...] |                   |       |
| 15    | Cristiana Frumuz  | 27:01 |
| 25    | Cristina Casandra | 27:34 |
| 41    | Ancuța Bobocel    | 28:17 |

| Loc | Țară | Puncte                  |
| --- | --- | ----------------------- |
|     | Regatul Unit Gemma Steel Freya Murray Julia Bleasdale Elle Baker Hatti Dean Emily Adams                         | 42 3 12 13 18 (10) (NT) |
|     | Portugalia Ana Dulce Félix Leonor Carneiro Anália Rosa Ana Dias Doroteia Peixoto Ercília Machado                | 51 2 8 17 24 (31) (36)  |
|     | Germania Simret Restle Sabrina Mockenhaupt Verena Dreier Susanne Hahn                                           | 83 9 16 28 30           |
| 4   | Franța Sophie Duarte Christine Bardelle Patricia Laubertie Severine Hamel Laurane Picoche Fatiha Klilech-Fauvel | 83 6 11 32 34 (40) (NT) |
| 5   | România · Roxana Bârcă · Cristiana Frumuz · Cristina Casandra · Ancuța Bobocel                                  | 88 7 15 25 41           |
| 6   | Italia Nadia Ejjafini Valeria Straneo Giovanna Epis Valentina Costanza                                          | 101 4 10 39 48          |

### Tineret masculin

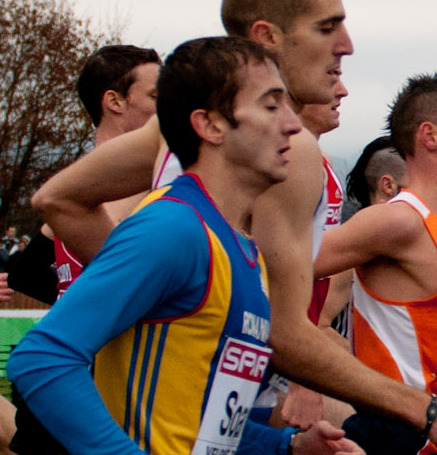
Nicolae Soare

| Loc   | Sportiv              | Timp  |
| ----- | -------------------- | ----- |
|       | Florian Carvalho     | 23:44 |
|       | James Wilkinson      | 23:47 |
|       | Sondre Nordstad Moen | 23:48 |
| 4     | Richard Ringer       | 23:48 |
| 5     | Siarhei Platonau     | 23:51 |
| 6     | Abdi Nageeye         | 23:54 |
| 7     | Simon Denissel       | 23:56 |
| 8     | Mitch Goose          | 23:57 |
| 9     | Sindre Buraas        | 24:02 |
| 10    | Cihat Ulus           | 24:03 |
| [...] |                      |       |
| 51    | Nicolae Soare        | 24:46 |

| Loc | Țară | Puncte                   |
| --- | --- | ------------------------ |
|     | Norvegia Sondre Nordstad Moen Sindre Buraas Henrik Ingebrigtsen Hans Kristian Fløystad Ørjan Grønnevig Lars Erik Malde | 59 3 9 15 32 (48) (55)   |
|     | Regatul Unit James Wilkinson Mitch Goose Derek Hawkins Phillip Berntsen Matthew Gillespie Matthew Graham               | 76 2 8 26 40 (41) (45)   |
|     | Franța Florian Carvalho Simon Denissel Matthieu Garel Bryan Cantero Matthieu Lonjou Abdelatif Hadjam                   | 94 1 7 42 44 (50) (NT)   |
| 4   | Spania Daniel Mateo Roberto Aláiz Aitor Fernández Sebastián Martos Abdelaziz Merzougui Carlos Alonso                   | 97 17 21 25 34 (38) (53) |
| 5   | Rusia Veaceslav Șalamov Rinas Ahmadeev Roman Pozdeaikin Andrei Kuzmin Serghei Petrov                                   | 107 19 23 28 37 (47)     |
| 6   | Belgia · Koen Naert · Mats Lunders · Stijn Garain · Erwin Leysen · Florent Caelen                                      | 128 14 20 31 63 (66)     |

### Tineret feminin
| Loc | Sportivă            | Timp  |
| --- | ------------------- | ----- |
|     | Emma Pallant        | 19:57 |
|     | Naomi Taschimowitz  | 20:02 |
|     | Corrina Harrer      | 20:03 |
| 4   | Stephanie Twell     | 20:03 |
| 5   | Anna Hahner         | 20:05 |
| 6   | Viktoria Pohorelska | 20:08 |
| 7   | Hannah Walker       | 20:12 |
| 8   | Clémence Calvin     | 20:16 |
| 9   | Carla Salomé Rocha  | 20:20 |
| 10  | Jennifer Wenth      | 20:26 |

| Loc | Țară | Puncte                  |
| --- | --- | ----------------------- |
|     | Regatul Unit Emma Pallant Naomi Taschimowitz Stephanie Twell Hannah Walker Lauren Howarth Lily Partridge | 14 1 2 4 7 (13) (20)    |
|     | Germania Corinna Harrer Anna Hahner Lisa Hahner Jana Soethout                                            | 41 3 5 12 21            |
|     | Portugalia Carla Salomé Rocha Caterina Ribeiro Daniela Cunha Catarina Sónia Lima Bárbara Ferreira        | 41 9 15 19 34 (35)      |
| 4   | Franța Clémence Calvin Mylene Corradi Anne Lonjou Sandra Beuvière Emilie Julien Alexandra Cassan-Ferrier | 99 8 26 32 33 (39) (NT) |
| 5   | Turcia Gülcan Mıngır Burcu Büyükbezgin Elif Dağdelen Esra Güllü                                          | 101 16 17 31 37         |
| 6   | Spania Sandra Mosquera Solange Pereira Estefania Tobal Carolina Robles Ana Isabel Gutiérrez              | 102 22 25 27 28 (29)    |

### Juniori
| Loc   | Sportiv               | Timp  |
| ----- | --------------------- | ----- |
|       | Ilghizar Safiullin    | 17:49 |
|       | Richard Goodman       | 17:51 |
|       | Vladimir Nikitin      | 17:51 |
| 4     | Roman Collenot-Spiret | 17:53 |
| 5     | Pieter-Jan Hannes     | 17:58 |
| 6     | Rui Pinto             | 18:01 |
| 7     | Andrei Rusakov        | 18:07 |
| 8     | Jonathan Hay          | 18:09 |
| 9     | Kieren Clements       | 18:10 |
| 10    | Ehor Jukov            | 18:10 |
| [...] |                       |       |
| 58    | Claudiu Cimpoeru      | 18:59 |
| 93    | Alexandru Staicu      | 19:35 |
| 95    | Claudiu Bîscă         | 19:37 |
| 103   | Cosmin Căldăroiu      | 20:01 |

| Loc   | Țară | Puncte                    |
| ----- | --- | ------------------------- |
|       | Regatul Unit Richard Goodman Jonathan Hay Kieren Clements Niall Fleming Mark Shaw Jack Goodwin                  | 30 2 8 9 11 (17) (25)     |
|       | Rusia Ilghisar Safiullin Vladimir Nikitin Andrei Rusakov Mihail Strelkov Vitali Moiseev                         | 60 1 3 7 49 (60)          |
|       | Franța Romain Collenot-Spiret Djilali Bedrani Julien Detre François Barrer Sofiane Boulekouane Maxime Salmeron  | 103 4 21 26 52 (67) (70)  |
| 4     | Ucraina Ehor Jukov Iuri Vîhopen Oleksandr Kuzmiciov Bohdan Kostiv Bohdan-Ivan Horodîski                         | 109 10 16 32 51 (77)      |
| 5     | Belgia · Pieter-Jan Hannes · Valere Hustin · Emmanuel Lejeune · Dries Adrianus Basemans · Tarik Moukrime        | 118 5 29 41 43 (75)       |
| 6     | Danemarca · Mads Tærsbøl · Jeppe Harboe · Jacob Ø. Markussen · Peter Glans · Mikkel Dahl-Jessen · Thijs Nijhuis | 120 13 31 37 39 (54) (68) |
| [...] | |                           |
| 19    | România · Claudiu Cimpoeru · Alexandru Staicu · Claudiu Bîscă · Cosmin Căldăroiu                                | 349 58 93 95 103          |

### Junioare

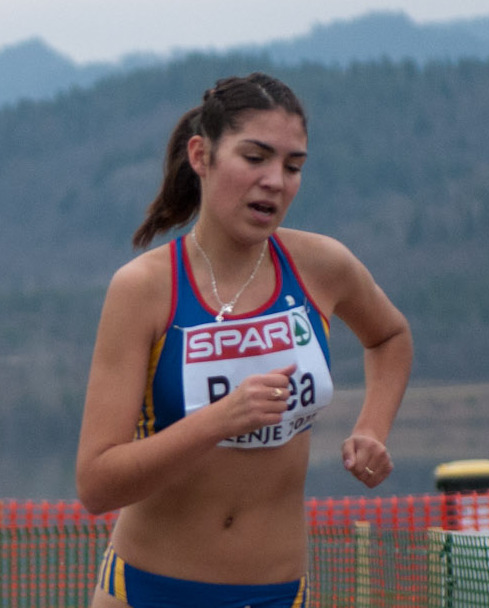
Anca Bunea

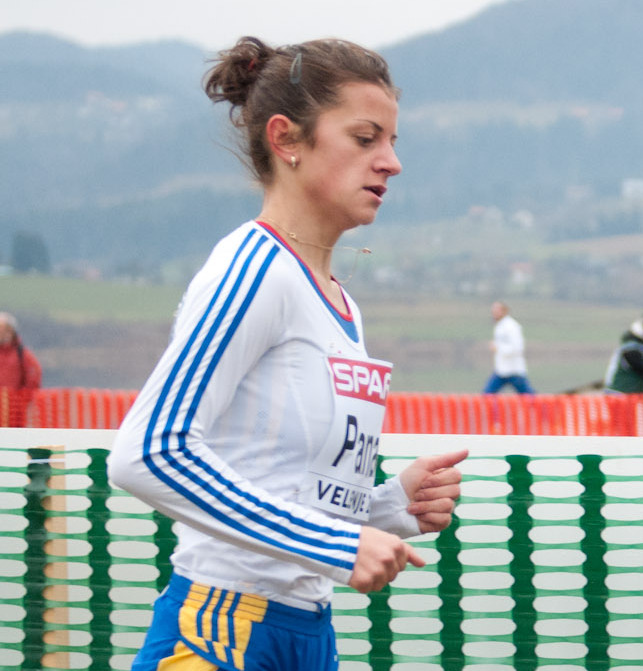
Elena Pănăeț

| Loc   | Sportivă              | Timp  |
| ----- | --------------------- | ----- |
|       | Emelia Gorecka        | 13:13 |
|       | Ioana Doagă           | 13:14 |
|       | Amela Terzić          | 13:22 |
| 4     | Gulșat Fazlitdinova   | 13:24 |
| 5     | Zenobie Vangansbeke   | 13:32 |
| 6     | Annabel Gummow        | 13:34 |
| 7     | Svetlana Reazanțeva   | 13:37 |
| 8     | Esma Aydemir          | 13:41 |
| 9     | Gesa-Felicitas Krause | 13:42 |
| 10    | Maya Rehberg          | 13:47 |
| [...] |                       |       |
| 14    | Mădălina Florea       | 13:52 |
| 22    | Anca Bunea            | 13:59 |
| 35    | Elena Pănăeț          | 14:11 |

| Loc | Țară | Puncte                  |
| --- | --- | ----------------------- |
|     | Regatul Unit Emelia Gorecka Annabel Gummow Gemma Kersey Katie Holt Laura Muir Beth Carter                       | 40 1 6 16 17 (30) (32)  |
|     | Rusia Gulșat Fazlitdinova Svetlana Reazanțeva Alexandra Guleaeva Vera Vasilieva                                 | 43 4 7 13 19            |
|     | Germania Gesa Felicitas Krause Maya Rehberg Elena Burkard Jannika John Anne Reischmann Johanna Christine Schulz | 50 9 10 11 20 (58) (NT) |
| 4   | România · Ioana Doagă · Mădălina Florea · Anca Bunea · Elena Pănăeț                                             | 73 2 14 22 35           |
| 5   | Țările de Jos Marlin van Hal Jip Vastenburg Irene van Lieshout Julia van Velthoven Marleen Loman                | 113 24 25 27 37 (66)    |
| 6   | Belgia · Zenobie Vangansbeke · Imana Truyers · Eline Deboth · Jenna Wyns · Evelin Van Havere                    | 119 5 21 39 54 (67)     |

## Clasament pe medalii
| Loc   | Țară         | Aur | Argint | Bronz | Total |
| ----- | ------------ | --- | ------ | ----- | ----- |
| 1     | Regatul Unit | 6   | 5      | 1     | 12    |
| 2     | Franța       | 2   | 0      | 2     | 4     |
| 3     | Rusia        | 1   | 2      | 1     | 4     |
| 4     | Norvegia     | 1   | 0      | 1     | 2     |
| 5     | Belgia       | 1   | 0      | 0     | 1     |
| 5     | Irlanda      | 1   | 0      | 0     | 1     |
| 7     | Portugalia   | 0   | 2      | 2     | 4     |
| 8     | Germania     | 0   | 1      | 3     | 4     |
| 9     | Spania       | 0   | 1      | 1     | 2     |
| 10    | România      | 0   | 1      | 0     | 1     |
| 11    | Serbia       | 0   | 0      | 1     | 1     |
| Total | Total        | 12  | 12     | 12    | 36    |